# Сисоват Ритаравонг
Принц Сисоват Ритаравонг (6 февраля 1935, Пномпень — 1975, Пномпень) — камбоджийский военный, член королевской семьи, участник гражданской войны в Камбодже. Воевал на стороне республиканской армии Лон Нола, попал в плен к Красным Кхмерам. Убит в 1975 году в тюрьме S-21.

## Биография
Сисоват Ритаравонг родился 6 февраля 1935 года. Ритаравонг был сыном принца Сисовата Сарарита, сына принца Сисовата Сисоры (1879—?), сына принца Сисовата Эссаравонга (1858—1906) — сына короля Сисовата I. Мать — принцесса Сисоват Дарамет (1913—1973), её отец — принц Сисоват Дунг Леакана (1876—1953; также сын Сисовата I). Служил в королевских ВМС Камбоджи, участвовал в гражданской войне на стороне республиканских войск. 3 марта 1975 года попал в плен к «красным кхмерам». Впоследствии был доставлен в тюрьму S-21, где предположительно и был убит. Вскоре после падения Пномпеня в апреле 1975 года многие члены королевской семьи были казнены на Олимпийском стадионе в Пномпене. Более подробной информации об этих убийствах на данный момент нет.
Сисоват Ритаравонг был женат на Губертине Белконде. У четы было двое детей: сын Чхат Норет и дочь Теракнеан, которые в настоящее время проживают в США.